# Паюти
Паюти е общ термин, който се отнася до множество различни групи и групички, живели в огромен район в западните Съединени щати. Въз основа на различните диалекти и местообитанието тези групи са организирани в две отделни подразделения, Северни паюти и Южни паюти като Оуенс Вали паютите, живеещи в югоизточна Калифорния са едно трето подразделение. Северните паюти, наричани понякога павиотсо живеели в северозападна Невада, югоизточен Орегон, югозападно Айдахо и североизточна Калифорния. Южните паюти живеели в западна Юта, южна Невада, северозападна Аризона и югоизточна Калифорния. И трите подразделения имат сходен език, бит, култура и обичаи.

## Език
Северните паюти и Оуенс Вали паютите говорят близки езици класифицирани към Западния клон на езика Нумик на Юто-ацтекското езиково семейство, докато Южните паюти говорят език на Южния клон (Колорадо Ривър) на езика Нумик. Тези езици не са толкова тясно свързани по между си, но са доста сходни.

## Име
Името паюти се смята, че означава „истински юта“ или „водните юта“. Северните паюти наричат себе си „Нуму – хора“, а южните „Нуюуи“, което означава същото. Американците им дават името „Дигърс – копачите“, заради начина по който си набавяли повечето храна. Това име днес е обидно за тях.

## Култура
Всички групи паюти били номади, скитайки постоянно в търсене на храна в бедния на ресурси Голям Басейн. Основни храни били различни семена, ядки, растения, кактусови плодове, дребни животни, риба, птици, ларви и насекоми. Изграждали временни селца от куполообразни колиби от върбови клони покрити с треви или тръстика.

## История
Северните паюти били по-войнствени от останалите. При първата им среща с изследователите Джедидая Смит през 1825 г., Питър Огдън през 1827 г. и Джоузеф Хукър през 1833 г. те са приятелски настроени. По време на Златната треска в Калифорния хиляди бели авантюристи преминават през територията им и паютите стават враждебни. Северните паюти играят важна роля като съюзници на кьор дAлен във войната от 1858 1859 г. Други участват във Войната на Пирамид Лейк през 1860 г. По време на Гражданската война също провеждат множество нападения на миньори и миньорски лагери, на пощенски станции, кервани и ферми. След Гражданската война армията изгражда няколко укрепления в региона в опит да въдвори ред. В резултат на това през 1866 г. избухва Войната снейк. След войната повечето паюти са затворени в резервати, но въпреки това техни войни участват във Войната банок през 1878 г. Днес северните паюти имат резервати в Невада, Калифорния и Орегон, а южните в Невада, Юта и Аризона. Някои резервати се споделят с групи от други племена, особено шошони. Много паюти живеят извън резерватите в близките селища и градове.